# 3-羟基癸酸
3-羟基癸酸（英語：3-Hydroxydecanoic acid）是一种β-羟基羧酸，化学式CH3(CH2)6CHOHCH2COOH，也被称为家蚁素（英語：Myrmicacin）因其最初于家蟻亞科（学名：Myrmicinae）中发现，之后在蜂王漿中的也有发现。3-羟基癸酸被蚂蚁作为一种除草剂使用，防止蚁巢中的种子萌发